# Birk Ruud
Birk Ruud, född 2 april 2000, är en norsk freestyleåkare.

## Karriär
Ruud tävlade för Norge vid olympiska vinterspelen för ungdomar 2016 och tog en guldmedalj i slopestyle.
Han har tagit två guld och två silver i X Games-tävlingar samt ett silver i slopestyle vid VM 2019.
Ruud blev olympisk guldmedaljör i big air vid olympiska vinterspelen 2022 i Peking. Det var första gången big air var med i det olympiska programmet i freestyle. I finalen säkrade Ruud guldmedaljen i sitt första åk och vann slutligen med en totalpoäng på 187,75. Ruud hade redan hade säkrat guldet innan sitt sista åk och gjorde då ett mycket enklare trick, en dubbel 1440 mute medan han höll den norska flaggen, vilket samtliga sex domare gav honom 69 poäng för.
Vid VM 2023 i Bakuriani tog Ruud guld i slopestyle och brons i big air.